# 法雅節

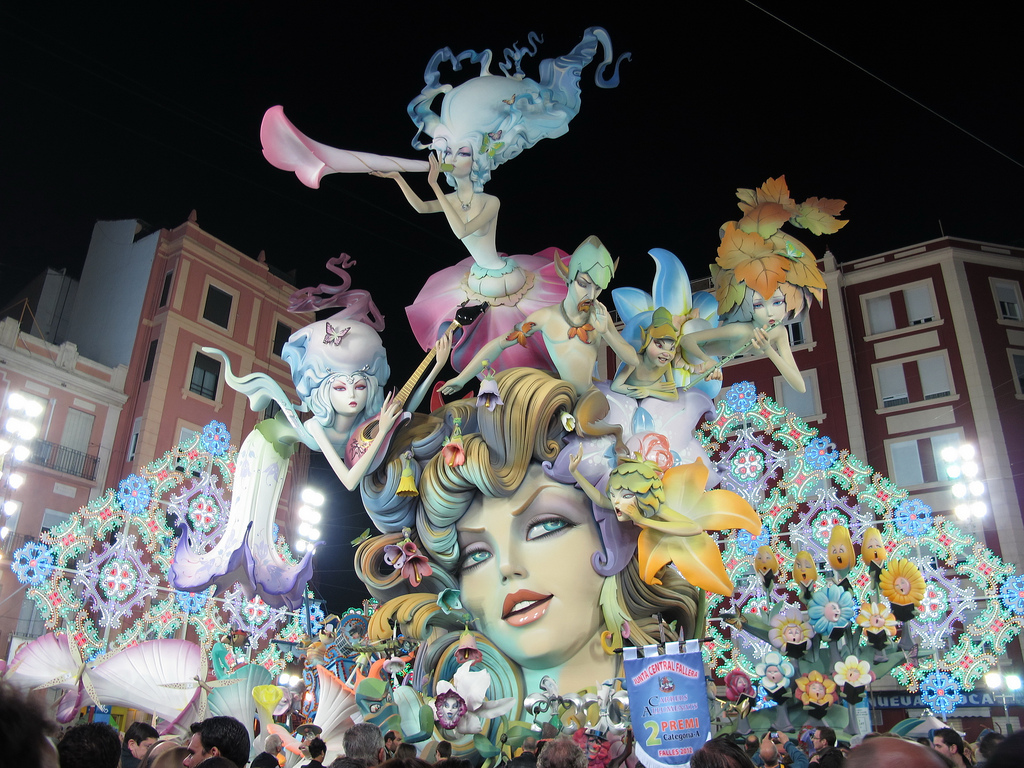
2012年的古巴法雅節

法雅節是起源自西班牙瓦倫西亞的一個慶祝春天來臨的節日，一般於每年的3月14日至19日在西班牙和阿根廷等國的160個城市舉行。2016年11月30日，法雅節被列入联合国教科文组织人类非物质文化遗产名录。瓦倫西亞法雅節自誕生以來，在古巴獨立戰爭、西班牙內戰和2019冠状病毒病西班牙疫情期間曾中斷過。 
法雅節開始當天會有由數個名為尼諾的人偶作品所組成的巨塔法雅（Falla）樹立在城市廣場，這些人偶由當地的藝術家與工匠在節日前幾個月開始負責製作。法雅最早是木匠们冬季照明用的灯，這些燈會在聖若瑟瞻禮當天晚上燒毀。在18世紀的瓦倫西亞，人们开始装饰这些灯，並形成了現在的法雅节。到節日結束時，人們會將法雅燒毀，此舉象徵春天來臨為社區帶來的潔淨氣息與蓬勃生氣。並非每一個法雅都會被焚毀，若有人提出保留當年的法雅，經投票表決通過後會送到法雅博物館保存。
節慶期間除了樹立法雅也會有隊伍上街遊行，遊行過程中還會舉辦向圣母献花的仪式。參加遊行的人還會穿著18世纪风格的瓦伦西亚丝绸服装。同時還會進行戶外的料理活動與煙火表演。
每年的法雅節都會選出一名法雅皇后。